# 宝塚市立売布小学校
宝塚市立売布小学校（たからづかしりつ めふしょうがっこう）は、兵庫県宝塚市売布ガ丘に所在する公立小学校。

## 沿革
- 1968年（昭和43年）4月1日 - 開校。

## 通学区域
- 大字米谷、切畑字長尾山(11番地・12番地)、清荒神2丁目～5丁目、売布1丁目～4丁目、売布ガ丘、売布山手町、売布きよしガ丘、売布自由ガ丘、泉ガ丘、米谷1丁目(1番18号～26号、3番～12番、16番～19番)、米谷2丁目(1番、2番23号～41号、3番～17番)、中山寺3丁目、売布東の町、中山荘園[1]

※卒業後は基本的に宝塚市立宝塚中学校に進学する。

## 通学区域が隣接している学校
- 宝塚市立小浜小学校
- 宝塚市立美座小学校
- 宝塚市立宝塚小学校
- 宝塚市立長尾小学校